# Macrocneme chionopus
Macrocneme chionopus là một loài bướm đêm thuộc phân họ Arctiinae, họ Erebidae.